# István Tömörkeny
István Tömörkeny rozený Steingassner (21. prosince 1866 Cegléd – 24. dubna 1917 Szeged) byl rakousko-maďarský spisovatel, novinář, etnograf, archeolog, ředitel muzea a knihovny.

## Životopis
Narodil se v rodině hostinského Josefa Steingassnera (1825–1883) a Márie rozené Ströblové (1826–1893), otec byl Rakušan, matka Italka. Jeho sourozenci: Gyula (1854), József (1856–1922), Emil (1858–1913), Mária (1859–1949), Béla (1860–1906), Zsigmond (1862–1896), Olina (1863) a Etel (1865–1867). S manželkou Emílií rozenou Kissovou (1871–1945) měl dvě děti: Lászla (1895–1971) a Erzsébet Dénesné (1897–1988).

### Kariéra
V době jeho narození si jeho otec pronajal hostinec Indóház v Ceglédu. István Steingassner začal svá studia u piaristů v Szegedu, poté tři roky studoval na reformované střední škole v Makó (1877–1880). V 16 letech však musel přerušit středoškolské studium, protože se rodina finančně zruinovala. V letech 1882–1886 byl lékárníkem, ale tato kariéra ho neuspokojovala, toužil po nezávislosti, chtěl být sám sobě šéfem. S pomocí příbuzných vstoupil jako novinář do Szeged Híradó. Změnil si příjmení na Tömörkeny, protože v Maďarsku v době dualismu nebylo možné účastnit se veřejného života pod cizím jménem. Žurnalistika byla vhodná pro rozvoj jeho spisovatelského talentu. Neměl ani maturitu, (v lékárně se tehdy diplom nevyžadoval), a tak musel v roce 1888 jako všichni příslušníci neprivilegovaných sociálních skupin, rolníci a dělníci narukovat do armády. Sloužil dva roky na bosensko-turecké hranici (1888–1889) a musel se naučit srbsky. Sloužil jeden rok ve Vídni (1890–1891), kromě nářeční němčiny přivezené z rodiny se ve Vídni naučil i německý spisovný jazyk. Začínal jako vojín a odešel do civilu jako četař. Seznámení s jeho spolubojovníky, mladými rolníky z regionu Szeged, změnilo jeho dosavadní společenské zkušenosti.
Po demobilizaci si přestěhování do Budapešti rozmyslel, raději zůstal v Szegedu a rozhodl se pracovat jako novinář a spisovatel pro Szegedi Napló, který měl mnohem "svěžejšího" ducha než Szegedi Híradó. V roce 1899 doufal, že bude jmenován šéfredaktorem, ale to se nestalo. Na návrh učence Immánuela Löwa, vrchního segedínského rabína, přijal místo úředníka v Somogyiově knihovně a městském muzeu, kde byl ředitelem János Reizner (1847–1904). Spolu s Reiznerem zvládal knihovnické a muzejní úkoly, účastnil se odborných kurzů pořádaných Národním inspektorátem muzeí a knihoven (MKOF), absolvoval knihovnictví (1900), přírodopis (1901), etnografii a archeologii (1903). MKOF průběžně napomáhalo organizaci venkovských knihoven a muzeí pořádáním odborných kurzů, těchto kurzů se účastnil i zakladatel szentesského muzea Gábor Csallány a později i Ferenc Móra. Po smrti Jánose Reiznera se Tömörkeny stal ředitelem knihovny a muzea až do své smrti v roce 1917.

### Jeho práce
Úkolem Tömörkenyho společně s Ferencem Mórou bylo rozšířit, zkatalogizovat a poskytnout čtenářům 40 000 svazkovou knihovnu kanovníka Károly Somogyi z Ostřihomi, a shromáždit, systematizovat a zabývat se všemi oblastmi muzeologické vědy. Byla to numismatika, přírodopis, archeologie, místní historie, výtvarné umění, vytvoření a rozšíření etnografické sbírky.
Etnografický badatel a historik umění Sándor Bálint, literární vědec a místní historik László Péter a literární historik András Lengyel, muzejník, dokázali ocenit 6000 národopisných muzejních předmětů, o které bylo muzeum díky Tömörkenymu obohaceno. Později, po celá desetiletí, dokázali sbírku navýšit jen zhruba o šestinu této částky. Všechny jeho povídky a novely, které publikoval v Szegedi Naplo, Magyar Hírlap a v samostatných svazcích, byly zachráněny z doby pomíjejícího/transformujícího se rolnického světa. Tömörkény také přispěl ke sbírce lidového jazyka, svými 3 500 neregistrovanými, nesebranými slovy pro velký segedínský slovník Kálmána Szilyho. Až v roce 1957 Sándor Bálint zhodnotil jeho lingvistické dílo, přinesl segedínský slovník pod svou střechu a vydal jej. Tento krásný segedínský dialekt, kterým ještě mnoho lidí mluvilo nejen v té době, ale i v 60. letech 20. století.
Tömörkényho dílo charakterizovalo radikální a důsledné oproštění od ideologie, pracovalo s nástroji naturalismu v literatuře. Vítal modernu, oprávněně se obával poškození morálních hodnot. Jeho literární tvorba a etnografická sbírka nebyly sobecké, vystihl podstatu současného Segedína a ukázal lid, na jehož zádech byl palácový Segedín postaven. Jeho díla byla hodně citována a znovu a znovu vydávána, ale málokdo mu rozuměl, soudobá literární kritika se mu posmívala; tehdejší tisk od něj očekával hlavně humorné spisy, akademická kritika mu vyčítala „rozpínavost“ a přílišnou etnografii jeho detailních kreseb.
Po úmrtí Tömörkenyho, druhý den vyšel Mórův nekrolog v Szeged Naplo, ve kterém se mj. dočtete:
"Tömörkényho váha v kulturních dějinách je nesrovnatelně větší než váha kteréhokoli z jeho předchůdců či nástupců. Dílo, které vytvořil, je nejvýznamnější, jaké kdy bylo ve zdi segedínského muzea."

### Členství
- Člen spolku Dugonics (od roku 1892, generální tajemník od roku 1907)
- Kruh segedínských spisovatelů a novinářů (předseda v roce 1902)
- Asociace Árpáda Pusztaszeriho (generální tajemník)
- Zástupce města v Szegedu
- Asociace venkovských novinářů (jeden z jejích vůdců)
- Člen spolku Petőfi (od roku 1906)

### Památka
- Jeho pamětní deska v Makó, na zdi hotelu Korona

- Jeho vzpomínka je uchována v životopisných spisech Ference Móry.
- Od roku 1952 nese jeho jméno Gymnázium a střední umělecká odborná škola Tömörkeny István v Szegedu.

## Dílo

### Do roku 1917
- Szegedi parasztok és egyéb urak; Bába, Szeged, 1893
- Betyárlegendák. Az alföldi rablóvilág történetei. Első könyv; Engel Ny., Szeged, 1898
- Jegenyék alatt. Elbeszélések; Engel Lajos, Szeged, 1898
- Vizenjárók és kétkézi munkások; Engel Lajos, Szeged, 1902
- Gerendás szobákból. Elbeszélések; Singer-Wolfner, Bp., 1904
- Förgeteg János, mint közerő s más elbeszélések; Singer-Wolfner, Bp., 1905 (Vidám könyvek)
- Különféle magyarok meg egyéb népek; Singer-Wolfner, Bp., 1907– az 1910-es kiadás a Gutenberg gyűjteményben
- Napos tájak; Singer-Wolfner, Bp., 1908
- Homokos világ. Elbeszélések; Singer-Wolfner, Bp., 1910
- Ne engedjük a madarat... s más holmik; Franklin, Bp., 1911
- Egyszerű emberek; Élet Ny., Bp., 1912
- Bazsarózsák; Singer-Wofner, Bp., 1912
- Margit; Légrády Ny., Bp., 1916
- Népek az ország használatában; Táltos, Bp., 1917

### 1918–1944
- Célszerű szegény emberek; sajtó alá rend., bev. Móra Ferenc; Délmagyarország, Szeged, 1922
- Öreg regruták. Elbeszélések; Stádium, Bp., 1942
- Három színjáték; sajtó alá rend., bev. Sík Sándor; Dugonics-Társaság, Szeged, 1942
- Gerendás szobák; tan. Gulácsy Irén; Singer-Wolfner, Bp., 1943
- Rónasági csodák; sajtó alá rend. Sík Sándor; Szukits, Szeged, 1943
- Subavásár és más elbeszélések; előszó Berthe Nándor; Kölcsey-Egyesület, Arad, 1944

### 1945–1989
- Vándorló földek. Válogatott elbeszélések; bev. Sőtér István; Ifjúsági, Bp., 1952
- Föltetszik a hajnal. Tárcák, rajzok, elbeszélések; sajtó alá rend. Madácsy László; Tiszatáji Magvető, Szeged, 1955
- A tengeri város. Elbeszélések. 1885–1896; sajtó alá rend. Czibor János; Szépirodalmi, Bp., 1956
- A Szent Mihály a jégben. Elbeszélések 1897–1900; sajtó alá rend. Czibor János; Szépirodalmi, Bp., 1957
- Új bor idején. Elbeszélések. 1901–1904; sajtó alá rend., utószó Czibor János; Szépirodalmi, Bp., 1958
- Hajnali sötétben. Elbeszélések. 1905–1910; sajtó alá rend., utószó Czibor János; Szépirodalmi, Bp., 1958
- Fakadó víz. Válogatott novellák; vál., utószó Nagy Pál; Állami Irodalmi és Művészeti, Marosvásárhely, 1959 (Magyar klasszikusok)
- Barlanglakók. Elbeszélések 1911–1913; sajtó alá rend., utószó Czibor János; Szépirodalmi, Bp., 1959
- Öreg regruták. Elbeszélések 1914–1915; sajtó alá rend., jegyz. Czibor János; Szépirodalmi, Bp., 1959
- Fecskék. Elbeszélések; vál. Czibor János; Szépirodalmi, Bp., 1960 (Aranykönyvtár)
- A kraszniki csata. Elbeszélések. 1916–1917; sajtó alá rend. Czibor János; Szépirodalmi, Bp., 1960
- Munkák és napok a Tisza partján. Cikkek, riportok, tanulmányok 1884–1916; sajtó alá rend., utószó Péter László; Szépirodalmi, Bp., 1963
- Értetlenek az emberek; Vidám könyvek; Magvető Könyvkiadó, Bp., 1963
- A gondolat félénk madár. Elmés mondások Tömörkény István írásaiból; összeáll. Rully János, sajtó alá rend. Kiss László; Tömörkény István Gimnázium, Szeged, 1964
- Katona a kötélen; vál., szerk., utószó Péter László; Szépirodalmi, Bp., 1989

### Po roku 1990
- Gül Baba zarándokai. Írások Makóról; vál., utószó Péter László; KÉSZ Makói Csoport, Makó, 1991 (A makói Keresztény Értelmiségi Szövetség füzetei)
- Rónasági csodák; Szukits, Szeged, 1993 (Igényes könyvtár)
- Csata a katonával; vál., szerk. Péter László; Szabad Föld, Bp., 1998 (Szabad Föld kiskönyvtár)
- Hühü. Válogatott elbeszélések; vál., utószó Péter László; Osiris, Bp., 2000 (Millenniumi könyvtár)
- Hétről hétre. Publicisztikai írások, 1894–98; gyűjt., gond., jegyz., utószó Péter László; Bába, Szeged, 2000 (Tisza hangja)
- A nép nem tréfál. Sebőkhögyi elbeszélések; vál., utószó Péter László; Osiris, Bp., 2000 (Millenniumi könyvtár)
- János a földdel; vál., utószó Péter László; Osiris, Bp., 2001 (Millenniumi könyvtár)
- Két vénség és más elbeszélések; szöveggond., utószó Csűrös Miklós; Unikornis, Bp., 2001 (A magyar próza klasszikusai)
- Nehéz emberek és más elbeszélések; szöveggond., utószó Csűrös Miklós; Unikornis, Bp., 2002 (A magyar próza klasszikusai)
- Mesék amik teremnek (Herbárium könyvek) Bodobács Kiadó, Szentes, 2008 https://web.archive.org/web/20111204202017/http://bodobacskiado.hu/node/5
- Rózsa Sándor nálunk (Betyárok és egyebek) Bodobács Kiadó, Szentes, 2009 https://web.archive.org/web/20111204202012/http://bodobacskiado.hu/node/2
- Útban fáradozunk; Magyar Szépmíves Céh, Pécs, 2010
- Pusztai iskola. Elbeszélések; összeáll. Mester Zsolt; Szt. Maximilian Lap- és Könyvkiadó, Bp., 2011 (Szent Maximilian családi könyvtár)
- Tiszai legenda. Elbeszélések; Mozaik, Szeged, 2012
- Fakadó szerelmek. Lappangó írások; gyűjt., szerk., szöveggond., jegyz. Urbán László; Napkút, Bp., 2012 (Remekírók retró)
- Tréfál az idő. Elfelejtett írások; szerk., szöveggond. Péter László; Wesley János, Bp., 2014
- Mihály furfangéroz. Kötetben meg nem jelent írások; gyűjt., szerk., szöveggond., utószó Urbán László; Kortárs, Bp., 2017

### V češtině
- Urovnaná záležitost – přeložil Jan Hnátek; in: 1000 nejkrásnějších novel... č. 29. Praha: J. R. Vilímek, 1912